# Карачевский, Герман Евгеньевич
Герман Евгеньевич Карачевский (17 июля 1968) — четырёхкратный чемпион мира среди юниоров по лыжным гонкам, член сборной команды России на Олимпийских играх в Альбервилле в 1992 году. В сборной команде России тренировался (в разные годы) под руководством заслуженных тренеров СССР Юрия Чарковского, Валентина Самохина, Николая Лопухова.
Работал генеральным директором открытого акционерного общества «Ярославский проектный институт „Резиноасбопроект“».
Руководитель фракции ЛДПР в городской Думе Нижнего Новгорода.
Является членом ЛДПР.

## Личная жизнь
Не женат, Детей нет.